# 圣梅达尔 (大西洋比利牛斯省)
圣梅达尔（法語：Saint-Médard，法語發音：[sɛ̃ medaʁ]）是法国大西洋比利牛斯省的一个市镇，位于该省北部偏东，属于波城区。

## 地理
圣梅达尔（43°31'48"N, 0°35'26"W）面积11.26 平方千米，位于法国新阿基坦大区大西洋比利牛斯省，该省份为法国东南部省份，涵盖了贝阿恩与北巴斯克，西临大西洋比斯開灣，北至朗德省，东北接热尔省，东临上比利牛斯省，南与西班牙接壤。
与圣梅达尔接壤的市镇（或旧市镇、城区）包括：卡斯泰尔内、蒙热、佩尔、卡斯泰德康多、阿热托班、拉贝里。

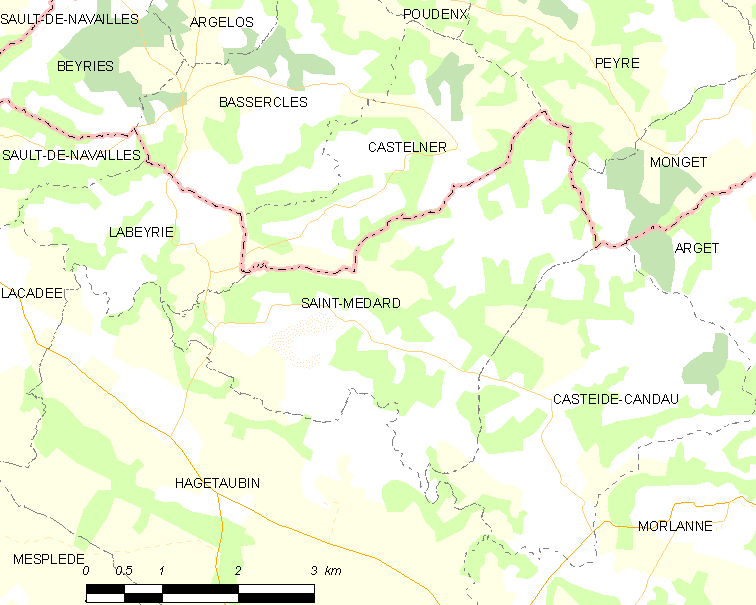
的OSM定位图

圣梅达尔的时区为UTC+01:00、UTC+02:00（夏令时）。

## 行政
圣梅达尔的邮政编码为64370，INSEE市镇编码为64491。

## 政治
圣梅达尔所属的省级选区为阿尔蒂克斯和苏贝斯特尔地区县。

## 人口

1962-2008年间人口变化图示

圣梅达尔于2022年1月1日时的人口数量为198人。